# Erika Dagnino
Erika Dagnino ist eine italienische Dichterin und Autorin, die ihre Texte auch bei Darbietungen von Free Jazz vorträgt und singt.

## Wirken
Dagnino veröffentlichte seit 2007 fünf Bücher mit Lyrik sowie Kurzgeschichten unter dem Titel Racconti dell’ombra. Bei Casa Musicale Eco Editions veröffentlichte sie 2010 das Buch Nel gesto, nel suono, das Interviews mit Musikern aus verschiedenen Ländern enthält. Weiterhin verfasste sie die Texte für das Booklet der Sechs-CD-Box Standards (Brussels) 2006 des Italian Quartet von Anthony Braxton, die 2009 bei Amirani Records veröffentlicht wurde, und illustrierte Bücher.
Dagnino arbeitete unter anderem mit dem Geiger Stefano Pastor zusammen, mit dem sie 2007 das Multimedia-Werk Cycles beim britischen Label Slam Records veröffentlichte, mit dem bildenden Künstler/Musiker Andrea Rossi Andrea, mit den Musikern George Haslam und Chris Brown, und den Dichtern Anthony Barnett und Mark Weber. 2012 folgte bei Slam Records die Quartett-CD Narcéte mit Pastor, Haslam und Steve Waterman. Sie tourte durch Italien, Großbritannien und die USA und nahm unter anderem an Veranstaltungen wie dem Clusone Jazz Festival, dem Phonetica Jazz Festival Maratea und der Turiner Buchmesse teil.
In New York veranstaltete sie poetisch-musikalische Aufführungen mit Musikern wie Ken Filiano, Steve Dalachinsky, Dominic Duval, Satoshi Takeishi und Ras Moshe. Dort gründete sie das Erika Dagnino Quartett in New York zusammen mit Filiano, Moshe und John Pietaro (Album Signs, 2012) und ein Trio mit Filiano und Satoshi Takeishi (Album Sides, 2015).
Dagnino hat weiterhin Texte in Literatur- und Kulturzeitschriften veröffentlicht, darunter in den Quaderni d’Altri Tempi, Levure Littéraire, First Literary Review-East und dem Musikforschungsmagazin SuonoSonda. 

## Schriften
Gedichte
- Ru e Fro, 2007; ISBN 9788895030265
- Gèr e Màl, 2009; ISBN 9788895030722
- Dal fondo del metallo. Mondadori, Mailand 2009; ISBN 978-88-8936849-7
- Con cielo estivo, 2015; ISBN 978-88-9836078-9
- Chiusi nel corpo, 2021; ISBN 979-8768229597

Prosa
- Racconti dell’ombra, 2008; ISBN 978-88-9503045-6
- Interviste sulla musica. Nel gesto, nel suono. 16 interviste a musicisti professionisti. La percezione-decifrazione dell’evento musicale. 2010; ISBN 9788860533937